# 34444 Kellmcallister
34444 Kellmcallister este o planetă minoră (asteroid), cu un diametru de 2,466 km, din centura de asteroizi. A fost descoperită pe 24 septembrie 2000 la Experimental Test Site⁠(d) de Lincoln Near-Earth Asteroid Research. 
Obiectul prezintă o orbită caracterizată de o semiaxă mare de 2,3928442 UAi, o excentricitate de 0,05, o înclinație de 6,89106 ° în raport cu ecliptica.